# 南洞區廳站
南洞區廳站（：／ Namdong gucheong yeok */?）是仁川地鐵2號線沿線的一座地下車站，位於韓國仁川廣域市南洞區萬壽洞。

## 車站結構
站體為2面2線側式月台的地下車站，候車月台設有月台幕門，並有4處出口。

### 月台配置
| 萬壽 ↑       |
| \| 上        |
| ↓ 仁川大公園 |

| 月台 | 路線               | 目的地                                             |
| ---- | ------------------ | -------------------------------------------------- |
| 上行 | ●仁川都市铁道2号线 | 朱安、石南、西區廳、亞運會賽場、黔岩、黔丹梧柳方向 |
| 下行 | ●仁川都市铁道2号线 | 仁川大公園、雲宴方向                               |

## 歷史
- 2016年7月30日：落成啟用[1]。

## 車站周邊
- 南洞區衛生所
- 南洞區廳
- 南洞區議會
- 仁川市東部教育廳
- 仁川都市公社（朝鲜语：인천도시공사）
- 南洞綜合文化體育廣場
- 南洞Asiad Rugby體育場（朝鲜语：남동아시아드럭비경기장）
- 韓國身心障礙者僱傭公團（朝鲜语：한국장애인고용공단）仁川培訓中心
- 萬壽初等學校
- 仁川南洞初等學校
- 仁川長水初等學校

## 圖片

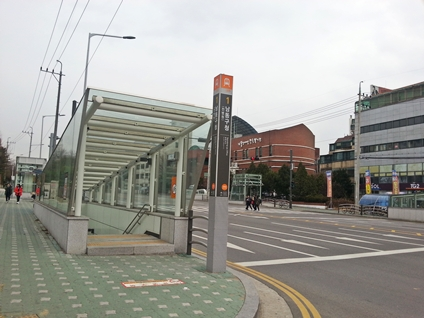
1號出口
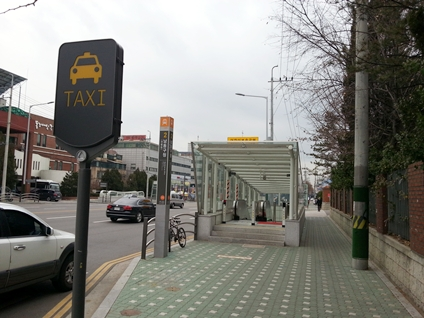
2號出口
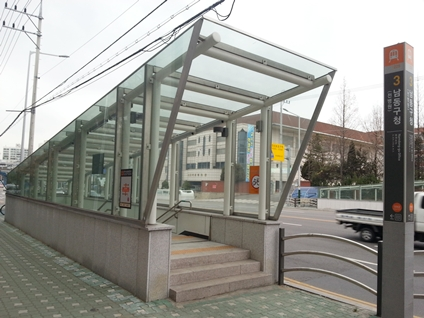
3號出口
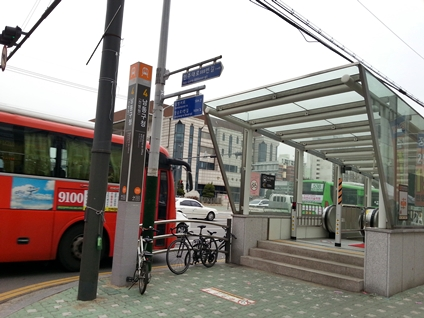
4號出口

## 相鄰車站
仁川交通公社
●仁川都市铁道2号线
萬壽（I224）－南洞區廳（I225）－仁川大公園（I226）